# Takao Hayashi
Takao Hayashi (jap. 林 隆夫, Hayashi Takao; * 1. September 1949 in Shiozawa (heute: Minami-Uonuma)) ist ein japanischer Mathematikerhistoriker und Indologe. Er befasste sich vor allem mit indischer Mathematikgeschichte und speziell dem Bakhshali-Manuskript, dem ältesten erhaltenen indischen Text zur Mathematik.

## Leben und Wirken
Hayashi studierte an der Universität Tōhoku mit dem Bachelor-Abschluss 1974 und dem Master-Abschluss 1976, war an der Universität Kyōto und wurde 1985 an der Brown University bei David Pingree promoviert (The Bakhshali Manuscript).  Davor war 1982/83 am Mehta-Forschungsinstitut für Mathematik in Allahabad. 1985 bis 1987 lehrte er an der Frauenuniversität Kyōto, 1986 bis 1989 war er Dozent für Wissenschaftsgeschichte an der Dōshisha-Universität in Kyoto, an der er 1989 Assistenzprofessor und 1995 Professor wurde.
Er war Fellow der Japan Society for the Promotion of Science.

## Schriften
- Indian Mathematics, in: I. Grattan-Guinness, Companion Encyclopedia of the History and Philosophy of the Mathematical Sciences, Johns Hopkins University Press 1994
- The Bakshali Manuscript, an ancient indian mathematical treatise, Groningen: E. Forsten 1995
- Indian Mathematics, in: Gavin Flood, The Blackwell Companion to Hinduism, Blackwell 2003, S. 360–375
- Bakhshālī Manuscript, in: Helaine Selin, Encyclopaedia of the History of Science, Technology, and Medicine in Non-Western Cultures, Springer 2008